# (322) Phaeo

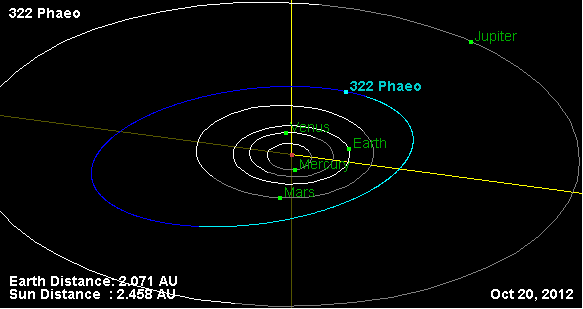
Orbita Phaeo w 2012 roku.

(322) Phaeo – planetoida z pasa głównego asteroid okrążająca Słońce w ciągu 4 lat i 236 dni w średniej odległości 2,78 j.a. Została odkryta 27 listopada 1891 roku w Marsylii przez Alphonse Borrelly’ego. Nazwa planetoidy pochodzi od Fajo, jednej z Hiad w mitologii greckiej.